# الوادي (السياني)

تعديل مصدري - تعديل

الوادي محلة تابعة لقرية ايهار، التابعة لعزلة عميد الداخل بمديرية السياني إحدى مديريات محافظة إب في الجمهورية اليمنية.، بلغ تعداد سكانها 22 حسب تعداد اليمن لعام 2004.